# Petar Petković (1980)
Petar Petković est un homme politique serbe né le 12 juillet 1980. Il fut successivement membre du Parti démocrate de Serbie puis du Parti progressiste serbe.
Il est actuellement directeur du Bureau pour le Kosovo-et-Métochie.

## Biographie

### Naissance et éducation
Petković né le 12 juillet 1980 à Zaječar en République fédérative socialiste de Yougoslavie.
Il est diplômé de la Faculté de théologie orthodoxe de l'université de Belgrade et de l'Académie diplomatique du ministère des Affaires étrangères de Serbie. Il a fait ses études de troisième cycle à la Faculté des sciences politiques de Belgrade au Département des études internationales et a obtenu une maîtrise.

### Carrière politique
Il est conseiller au Cabinet du Président du gouvernement de Serbie Vojislav Koštunica de 2007 à 2008.
Lors des élections législatives de 2012, il a été élu député sur la liste du Parti démocratique de Serbie qu'il quitte un jour après que son fondateur et leader de longue date Vojislav Koštunica le quitte en octobre 2014. Il est aujourd'hui membre du Parti progressiste serbe et est devenu membre du conseil principal du parti.
Il a été directeur adjoint du Bureau pour le Kosovo-et-Métochie d'avril 2016 à octobre 2020 avant d'en devenir directeur en remplacement de Marko Đurić.

### Vie privée
Petković parle anglais et maîtrise le russe. Il est marié à sa femme Nadica et  est père de deux enfants.